# Sutoki
Sutoki (en rus: Сутоки) és un poble de l'óblast de Nóvgorod, a Rússia, segons el cens del 2010 tenia 7 habitants.